# 乔·莫雷尔
乔·莫雷尔（英語：Joe Morrell，1997年1月3日—），生于英格兰伊普斯威奇，威爾斯男子足球运动员，司职中場。威爾斯足球代表隊成員。他曾代表威尔士代表队参加2022年国际足联世界杯，结果队伍止步小组赛阶段。